# Наварино (остров)
Навари́но (исп. Isla Navarino) — остров архипелага Огненная Земля, принадлежит Чили.

## География

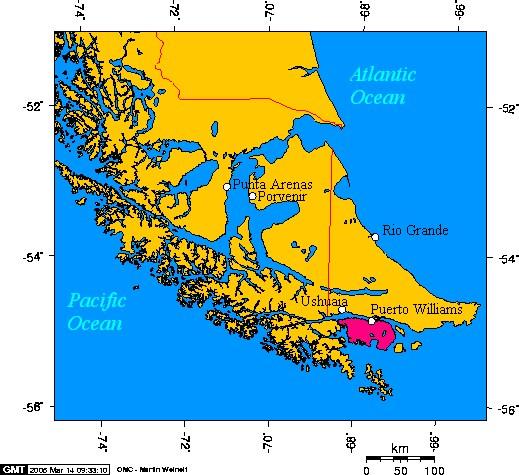
Остров Наварино

Находится к югу от острова Огненная Земля (Исла-Гранде) через пролив Бигл и к северу от мыса Горн. Западнее через узкий пролив Мюррея расположен остров Осте. Знаменит тем, что на острове находятся самые южные населённые пункты Земли — порт и посёлок Пуэрто-Уильямс и рыбацкая деревня Пуэрто-Торо.
Климат на острове, несмотря на близость к Антарктике, сравнительно мягкий — летом среднедневная температура составляет +9…+10 °С, зимой — около 0 °C. Среднегодовая температура — +5,5…+6 °C. Остров, за исключением гористой центральной части и скал на южном побережье, покрыт лесом. Магеллановы леса — одни из самых южных лесных массивов планеты.
Остров получил название в 1829 году в честь Наваринского морского сражения, произошедшего в 1827 году возле греческого города Пилос (его итальянское название — Наварино).
Как и вся чилийская часть архипелага, Наварино административно относится к области Магальянес-и-ла-Антарктика-Чилена с центром в Пунта-Аренасе. Остров входит в коммуну Кабо-де-Орнос, которая с 1927 по 2001 годы носила название Наварино, и провинцию Антарктика-Чилена.